# Белоусов, Сергей Филиппович
Белоусов Сергей Филиппович (18 июля 1903 — 10 февраля 1984) — контр-адмирал советского Военно-морского флота (04.06.1940, 03.06.1942), участник Великой Отечественной войны, защитник Ленинграда.

## Биография
Родился 18 июля 1903 года в Воронеже. С 14 лет работал чернорабочим, монтёром, грузчиком. В 1925 году по комсомольской путёвке поступил и в 1928 году выпустился из Военно-морского училища имени М. В. Фрунзе. Член ВКП(б) с 1927 года. В 1931 году окончил штурманский класс Специальных классов командного состава ВМФ. В период с 1931 по 1938 год был сначала штурманом дивизиона миноносцев Балтийского флота, а позднее командовал линейным кораблем «Марат». В 1940 году получил воинское звание капитана 1-го ранга.
В период Великой Отечественной войны был командиром эскадры Балтийского флота, участвовал в Таллинском переходе и в обороне Ленинграда. В 1942 году был командиром отдельного отряда кораблей Азовской военной флотилии, Ейской военно-морской базой. С 1942 по 1944 года руководил отрядом легких сил Тихоокеанского флота. Дважды был тяжело ранен. В 1945 году занял должность старшего редактора «Морского атласа».
С 1947 года начал педагогическую деятельность в должности старшего преподавателя. А в 1949 году стал начальником кафедры тактики надводных кораблей Военно-морской академии имени К. Е. Ворошилова.
За боевые заслуги награждён: орденом Ленина (1953), двумя орденами Красного Знамени (1942, 1948), двумя орденами Красной Звезды (1938, 1944), медалями «За оборону Кавказа» (1944), «За победу над Германией» (1945), юбилейной медалью: «30 лет Советской Армии и Флота» (1948).
Скончался 10 февраля 1984, похоронен на Северном кладбище.

Могила Белоусова на Северном кладбище Санкт-Петербурга.

Сын, Игорь Сергеевич Белоусов, в 1984–1988 министр судостроительной промышленности СССР, в 1988 –1990 – заместитель Председателя Совета министров СССР — председатель Государственной военно-промышленной комиссии.

## Награды
- Орден Ленина (21.08.1953)
- Орден Красного Знамени (24.07.1942)
- Орден Красного Знамени (24.06.1948)
- Орден Красной Звезды (23.02.1938)
- Орден Красной Звезды (03.11.1944)[3]
- Медаль «За победу над Германией в Великой Отечественной войне 1941—1945 гг.» (09.05.1945)[4]